# Mina Maricunga
La mina Maricunga es una mina de oro a cielo abierto,  ubicada en el distrito minero del mismo nombre en la alta montaña de la región de Atacama en Chile. La mina se encuentra a 170 kilómetros al este de Copiapó y a una altura aproximada de 4300 metros sobre el nivel del mar. 
Es propiedad de Kinross Gold, con sede en Toronto, pero ha estado cerrada desde agosto de 2016.

## Geología y geografía
La mina Maricunga está ubicada dentro del cinturón de oro Maricunga de Chile. La mineralización de oro pórfido ocurre en el Mioceno temprano (fechado hace 22 a 24 millones de años) complejo volcánico-intrusivo de Maricunga. 
La topografía del área de Maricunga consiste en un terreno montañoso escarpado con pendientes de hasta un 35% de pendiente. El área está en gran parte desprovista de vegetación, con la excepción de los pantanos alimentados por manantiales que se encuentran a lo largo de los suelos del valle. La vida silvestre es escasa.

## Historia
En 1998, Kinross comenzó a operar la mina tras una fusión con Amax Gold (que cambió su nombre a Kinam), que tenía una participación del 50% en la propiedad, y el resto se produjo con la compra de Bema Gold Corporation en 2007.  En 2010, Kinross anunció la finalización de un estudio de factibilidad para un proyecto de expansión de $ 290 millones para la mina Maricunga, que aumentaría la producción en 10 millones de toneladas y 90.000 onzas por año. La expansión proyectaba adiciones a su flota de equipos móviles, trituradoras adicionales y un transportador largo de 3 km.
En agosto de 2016, Kinross cesó sus operaciones en la mina de oro Maricunga, lo que provocó el despido de 300 empleados. La decisión de cerrar la mina fue el resultado de que el gobierno chileno «cerró el sistema de agua vinculado a la operación por preocupaciones ambientales».
En 2018, el Tribunal Ambiental de Santiago condenó a Minera Maricunga por daño ambiental a la vega Valle Ancho, ubicada en el Corredor Biológico Pantanillo-Ciénaga Redonda, parte a su vez del Sitio Ramsar Complejo Lacustre Laguna del Negro Francisco y Laguna Santa Rosa.